# Mortoniodendron sulcatum
Mortoniodendron sulcatum là một loài thực vật có hoa trong họ Cẩm quỳ. Loài này được Lundell mô tả khoa học đầu tiên năm 1968.